# Illuminismo
(Immanuel Kant, Risposta alla domanda: che cos'è l'Illuminismo?, 1784)

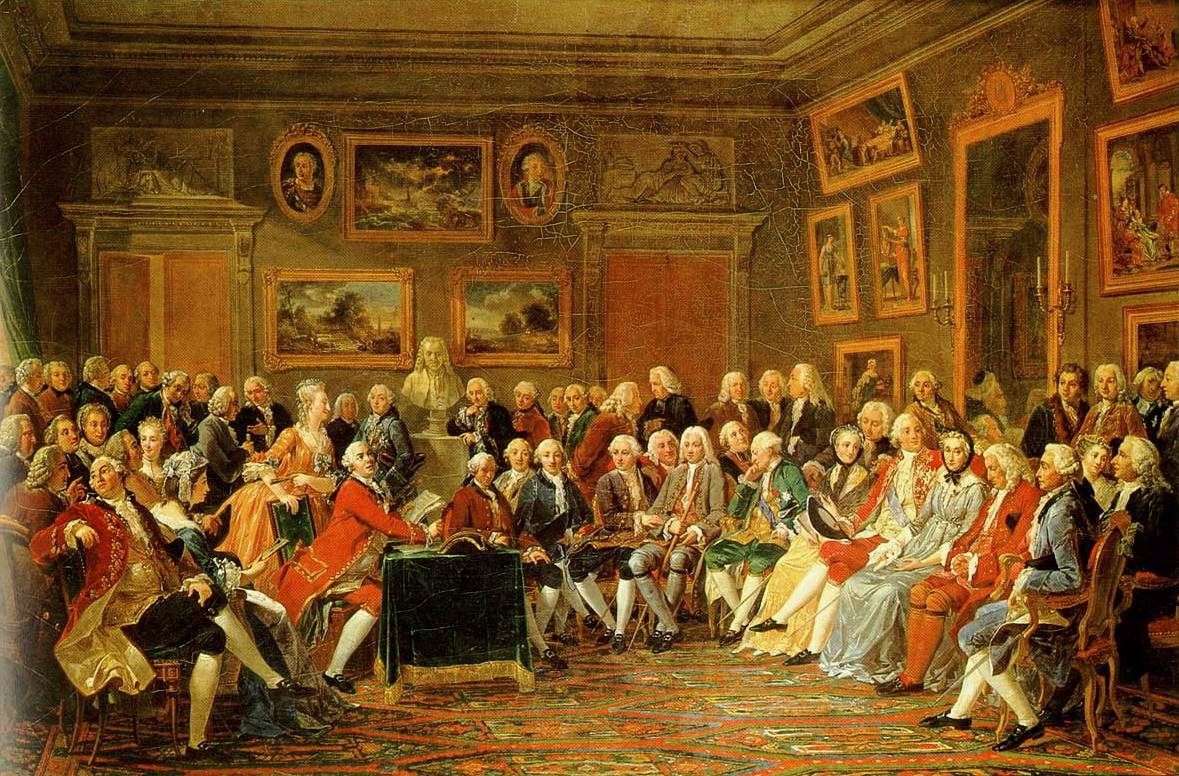
Dipinto di Charles Gabriel Lemonnier rappresentante la lettura della tragedia di Voltaire, in quel tempo esiliato, L'orfano della Cina (1755), nel salotto di madame Geoffrin a rue Saint-Honoré. I personaggi più noti riuniti intorno al busto di Voltaire sono Rousseau, Montesquieu, Diderot, d'Alembert, Buffon, Quesnay, Richelieu e Condillac

L'illuminismo fu un movimento politico, sociale, culturale e filosofico che si sviluppò in Europa nel XVIII secolo. Nasce in Inghilterra dopo la guerra civile, dove poi si diffonde in Francia e qui ebbe il suo massimo sviluppo, successivamente in tutta Europa, infine raggiunse anche l'America. Il termine viene dal francese Lumière (cioè "luce"), capace di illuminare le menti degli uomini e condurli verso il progresso, la pace, l'emancipazione, la tolleranza, la felicità e il cosmopolitismo.
In senso lato, il termine "illuminismo" è passato a significare genericamente qualunque forma di pensiero di tipo razionale che voglia "illuminare" la mente degli uomini, ottenebrata dall'ignoranza e dalla superstizione, servendosi della critica, della ragione e dell'apporto della scienza.
L'Illuminismo fu preparato da grandi avvenimenti e cambiamenti avvenuti nei secoli precedenti, quali la Gloriosa rivoluzione inglese del 1689, lo spirito critico iniziato con il Rinascimento, il movimento rivoluzionario della Riforma protestante, la trasformazione economica della società moderna e soprattutto la mentalità scientifica del Seicento  con i suoi effettivi progressi, in particolare nel campo delle indagini fisico-matematiche, condotte con rigore metodologico. Tutta la storia è chiamata davanti al tribunale della ragione critica, la quale è antitradizionalista e ha funzione educatrice e liberatrice. La demolizione si esercita sulla realtà effettuale, sulle istituzioni, sui costumi, penetra nel vivo della società suggerendo programmi di ricostruzione, piani di attività, idee innovatrici.

## L'âge des lumières
"L'età dei lumi": con questa espressione, che mette in evidenza l'originalità e la caratteristica di rottura consapevole nei confronti del passato, si indica la diffusione in Europa del nuovo movimento di pensiero degli illuministi francesi. 
Le basi su cui questa organizzazione fu costruita, sebbene spesso non accreditate a causa delle violente persecuzioni qualora se ne fosse riconosciuta l'eredità, furono poste dal filosofo olandese Baruch Spinoza, uno dei più importanti teorici della tolleranza religiosa e politica e del regime democratico. 
Voltaire, Montesquieu, Fontenelle, nonostante avessero letto Spinoza, riconoscevano tuttavia più spontaneamente di essersi ispirati a quella filosofia inglese fondata sulla ricerca empirica e sulla conoscenza scientifica che sorse dopo lo spinozismo e che discese da esso, elementi essenziali del pensiero di Locke e di Newton e David Hume che risalivano a loro volta a quello di Francis Bacon.
Se l'illuminismo assunse prevalentemente un'impronta francese questo si deve alle particolari condizioni storiche della Francia del XVIII secolo. Lo sviluppo della borghesia durante il regno di Luigi XIV è assicurato dall'assolutismo monarchico ed è fondato sulla distinzione tra l'uomo privato e quello pubblico. Il suddito potrà fare i suoi affari ed esprimere una certa libertà di pensiero ma questa non dovrà mai entrare in conflitto con l'autorità del sovrano.
Alla borghesia evoluta, alla fronda nobiliare e al movimento ugonotto, che continuano nascostamente ad esercitare la loro critica, si aggiungono i nuovi finanzieri, creditori dello stato ma privi di potere politico che esprimono il loro dissenso nelle società segrete come quella della Massoneria. Quanto più repressa sarà la loro contestazione politica tanto più diverrà appariscente evidenziando così l'illuminismo francese che, rispetto a quello inglese, meno condizionato dal potere politico, diverrà il rappresentante dell'illuminismo in generale.

## I salotti letterari

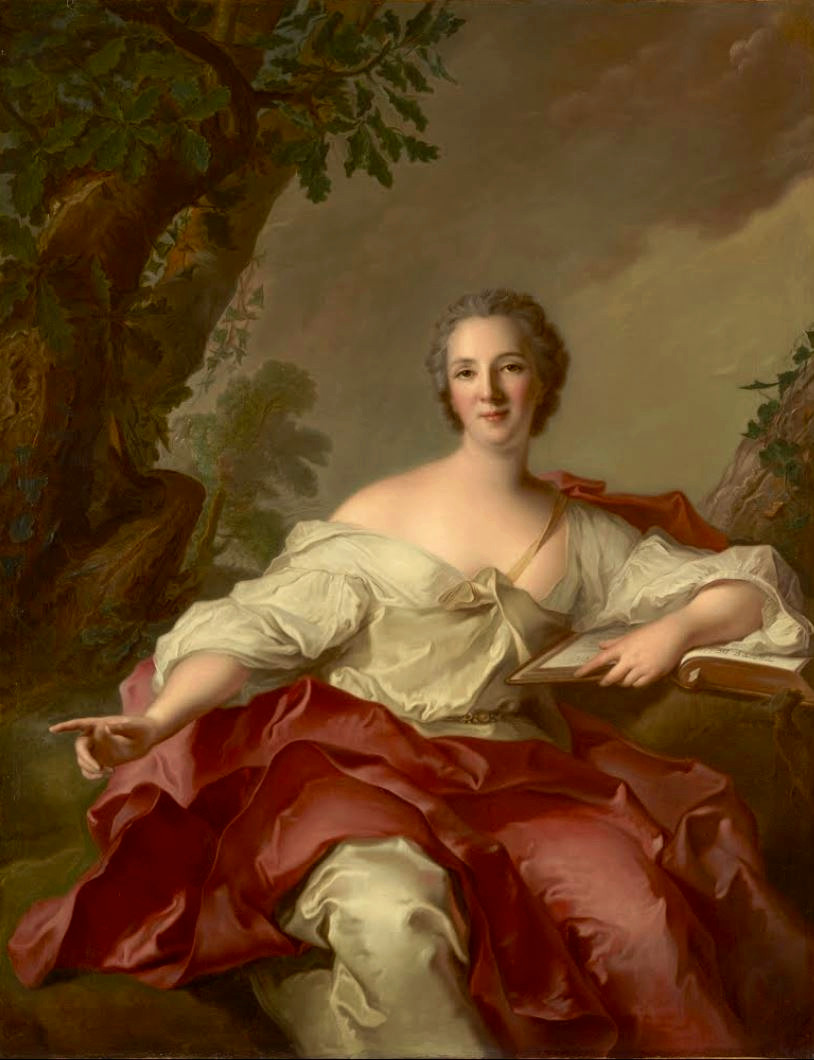
Madame Geoffrin

Una particolare funzione sociale e politica venne svolta nel "Siècle des Lumières" dai salotti letterari: una tradizione culturale già presente in Francia dai tempi di Luigi XIV, quando ci si riuniva a intervalli regolari presso una signora di mondo nei bureaux d'esprit.
Gli incontri erano ora organizzati da alti membri dell'alta borghesia o dell'aristocrazia riformista francese che erano soliti invitare in casa loro intellettuali più o meno noti per conversare e discutere su temi d'attualità o argomenti particolarmente graditi all'anfitrione come accadeva nel salotto di Madame Geoffrin, che invitava celebrità letterarie e filosofiche come Diderot, Marivaux, Grimm, Helvétius o nel salotto del barone d’Holbach, le premier maître d'hôtel de la philosophie, (primo direttore dell'albergo della filosofia) nella cui casa si riunivano Diderot, d’Alembert, Helvétius, Marmontel, Raynal, Grimm, l'abate Galiani e altri filosofi. In genere nei salotti si leggevano opere giudicate politicamente eretiche dall'assolutismo monarchico o si discuteva di cosa stesse accadendo fuori del mondo salottiero.
In questo ambiente culturale svolgono un ruolo preminente le donne, le salonnièries (salottiere) alle quali il nuovo ideale egualitario illuminista offriva l'opportunità di collaborare, mostrando le proprie doti intellettuali, ad un progetto radicalmente riformista non più riservato a una cultura soltanto maschile.

## Il compito pedagogico dell'intellettuale

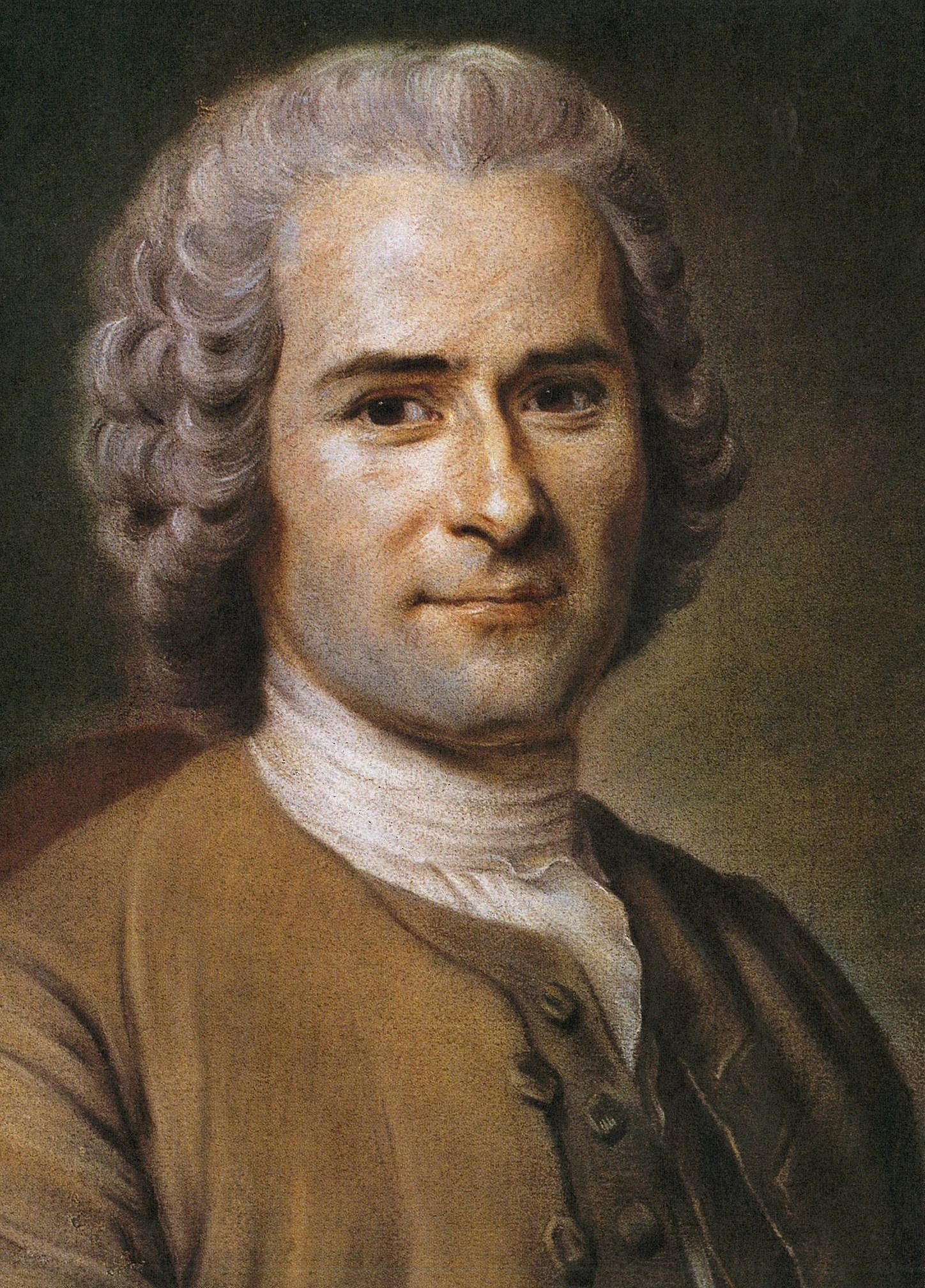
Jean-Jacques Rousseau

Compito degli intellettuali illuministi, che si autodefiniscono philosophes, deve quindi essere il coraggioso uso della ragione:
Questa è la responsabilità dell'intellettuale di fronte alla società in cui vive: un compito pedagogico di liberazione dalla metafisica, dall'oscurantismo religioso, dalla tirannia della monarchia assoluta. Questo programma educativo secondo Jean-Jacques Rousseau significherà riportare l'uomo al suo iniziale stato di natura trasformandone la spontanea bontà della condizione naturale in una conquista consapevole e definitiva della sua razionalità. Poiché 

## I maggiori esponenti
L'Illuminismo fu anche un movimento profondamente cosmopolita: pensatori di nazionalità diverse si sentirono accomunati da una profonda unità d'intenti, mantenendo stretti contatti epistolari fra loro. Furono illuministi Pietro Verri, Cesare Beccaria e Mario Pagano in Italia, Wolff, Lessing, Kant in Germania, Benjamin Franklin e Thomas Jefferson nelle colonie americane, Montesquieu, Voltaire e Rousseau in Francia.
Durante la prima metà del XVIII secolo, molti tra i principali esponenti dell'Illuminismo furono perseguitati per i loro scritti o furono messi a tacere dalla censura governativa e dagli attacchi della Chiesa, ma negli ultimi decenni del secolo il movimento si affermò in Europa ed ispirò la rivoluzione americana e successivamente quella francese.
Il successo delle nuove idee, sorretto dalla pubblicazione di riviste e libri (fra cui Lettere Persiane e Dei delitti e delle pene) e da nuovi esperimenti scientifici (come quelli di Franklin e Newton) inaugurò una moda diffusa persino tra i nobili e il clero. Alcuni sovrani europei adottarono le idee e il linguaggio dell'Illuminismo. Gli illuministi, sostenitori del concetto di filosofo-re che illumina il popolo dall'alto, guardarono con favore alla politica dei cosiddetti despoti illuminati, come Federico II di Prussia, Caterina II di Russia e Maria Teresa d'Austria.
La Rivoluzione francese, specie nel periodo compreso tra il 1792 e il 1794, espressione dell'ala più rivoluzionaria dell'Illuminismo, che è stato definito come "radicale" pose fine alla diffusione pacifica, ma talvolta anche solo elitaria, dell'Illuminismo e, per i suoi episodi più sanguinosi, viene citata come motivo per esprimere una valutazione negativa sull'Illuminismo.

## Aspetti chiave

### La critica della ragione

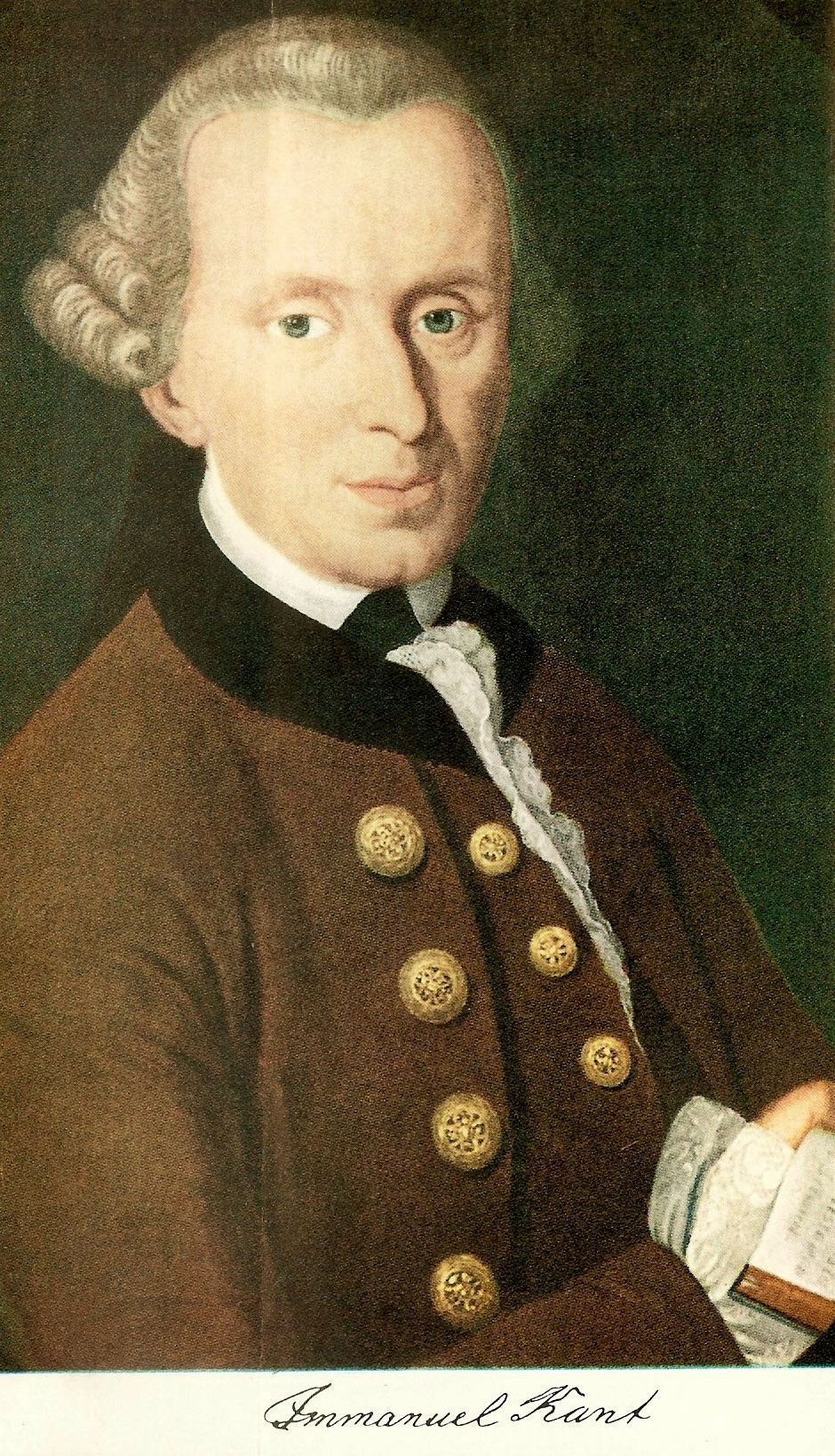
Immanuel Kant

In senso più ampio si parla di "illuminismo" riferendolo anche al mondo greco antico nell'ambito, ad esempio, del pensiero dei sofisti, autori di una critica corrosiva alle presunte leggi di origine divina e all'antropomorfismo religioso. Ugualmente illuministi ante litteram possono essere ritenuti Democrito e gli atomisti, gli scettici e gli stoici e soprattutto Epicuro, che vuole liberare l'uomo dalla paura, indotta dalla religione, degli dei e della morte.
Erede della ragione, intesa nel senso di Locke, l'illuminismo vuole adattare alla filosofia il metodo della fisica newtoniana affidando alla ragione la determinazione tanto delle proprie possibilità che dei propri limiti, indipendentemente da ogni verità che si presenti come rivelata o innata.
La fede nella ragione, coniugandosi con il modello sperimentale della scienza newtoniana, sembrava rendere possibile la scoperta non solo delle leggi del mondo naturale, ma anche di quelle dello sviluppo sociale. Si pensò allora che, usando correttamente la ragione, sarebbe stato possibile un progresso indefinito della conoscenza, della tecnica e della morale: convinzione questa che verrà successivamente ripresa e rafforzata dalle dottrine positiviste.
Fin dagli inizi gli illuministi presuppongono che la gran parte degli uomini, pur essendo stata creata libera dalla Natura (naturaliter maiorennes) si accontenti molto volentieri di rimanere "minorenne" per tutta la vita. Questa condizione è dovuta o a comoda pigrizia o a viltà, al non avere cioè il coraggio di cercare la verità. In ogni caso il risultato di questa non-scelta è la facilità per i più scaltri e per i detentori del potere di erigersi a guide di costoro:
«Se io ho un libro che pensa per me, se ho un direttore spirituale che pensa per me...io non ho più bisogno di darmi pensiero di me. Non ho bisogno di pensare, purché possa solo pagare...».
Gli interessati tutori imprigionano dunque i vili e i pigri in una «carrozzina da bambini» paventando loro i rischi che si corrono a voler camminare da soli. Non s'impara a camminare senza cadere, ma questo li terrorizza, per cui rimarranno infanti per tutta la loro vita.
L'illuminista dovrà tutelare l'uomo ammaestrandolo a diventare "maggiorenne" usando la propria ragione per liberarsi dalla credenza irriflessa nelle verità già date, siano esse quelle innate nel campo conoscitivo, siano quelle rivelate dalla religione.
La ragione rifiuterà tutto quello che non deriva da essa con il principale compito di stabilire i propri limiti: una ragione dunque programmaticamente finita e orgogliosa di essere tale poiché, in quell'ambito limitato, che è quello dell'esperienza, essa potrà conoscere la verità sino in fondo.
Questo avverrà applicando la critica della ragione, attraverso cioè l'analisi, la discussione, il dibattito nei confronti di quell'esperienza che non è soltanto il complesso dei fatti fisici ma anche di quelli storici e sociali:

### La ragione illuminista
La definizione illuministica della ragione è ormai lontana da quella classica prevalentemente contemplativa. Ora è concepita come funzionale e operativa: la sua validità cioè è dimostrata dai risultati pratici che essa consegue: la razionalità è valida se è in grado di spiegare e ordinare i fatti in base a leggi di ordine razionale.
Ragione, natura, spontaneità coincidono nella visione illuministica nella convinzione che la natura stessa abbia dotato ogni uomo della istintiva capacità di comprendere o, per dirla con l'illuminista radicale Andreas Riem, di «rischiarare secondo princìpi di una pura logica e per la promozione dell'utile tutti gli oggetti del mondo delle idee, tutte le opinioni umane e i loro effetti, e tutto quanto ha influenza sull'umanità». Tale capacità lo rende uguale a tutti gli altri a condizione che esso sia liberato dalla corruzione della superstizione e dell'ignoranza. L'uomo, liberato dalle incrostazioni del potere, userà correttamente e spontaneamente la propria ragione (come secondo gli illuministi dimostrerebbe il comportamento naturale del cosiddetto "buon selvaggio") per procedere alla costruzione di uno Stato in cui le leggi, non più tiranniche, si fondino sul rispetto dei diritti naturali.

### Il mito del "buon selvaggio"
Quello del "buon selvaggio" fu un mito basato sulla convinzione che l'uomo in origine fosse un "animale" buono e pacifico, solo successivamente corrotto dalla società e dal progresso. Nella cultura del Primitivismo del XVIII secolo, il "buon selvaggio" era considerato più lodevole, più autenticamente nobile dei prodotti dell'educazione civilizzata.
Nonostante l'espressione "buon selvaggio" fosse già comparsa nel 1672 in La conquista di Granada di John Dryden (1672), la rappresentazione idealizzata di un "gentiluomo della natura" fu ripresa dal Sentimentalismo del secolo successivo.
Il concetto di "buon selvaggio" incarna la convinzione che senza i freni della civilizzazione gli uomini siano essenzialmente buoni, le sue fondamenta giacciono nella dottrina della bontà degli esseri umani, espressa nel primo decennio del Settecento da Anthony Shaftesbury, che incitava un aspirante autore « [...] a cercare quella semplicità dei modi, e quel comportamento innocente, che era spesso noto ai meri selvaggi; prima che essi fossero corrotti dai nostri commerci.»
Il mito del buon selvaggio fu alimentato dall'azione missionaria dei Gesuiti, iniziata fin dal XVII secolo nelle loro reducciones del sud America, soprattutto nel Paraguay, consistente nella realizzazione di centri (reducciones de indios) per l'evangelizzazione delle popolazioni indigene allo scopo di creare una società con i benefici e le caratteristiche della cosiddetta società cristiana europea, però priva dei vizi e degli aspetti negativi. Gli indios apparivano specialmente adatti per questo progetto data la loro natura essenzialmente recettiva dell'educazione dei Gesuiti. Ma ciò che faceva pensare che essi incarnassero la primitiva bontà dell'uomo non civilizzato erano le loro naturali inclinazioni artistiche soprattutto per la musica.
Nell'illuminismo fu poi soprattutto Rousseau a propagandare la tesi del buon selvaggio, asserendo nel suo Contratto sociale che «l'uomo è nato libero e tuttavia ovunque è in catene» (Capitolo I). Voltaire gli rispose polemicamente con vena ironica che «a leggere il vostro libro vien voglia di camminare a quattro zampe, ma avendone sfortunatamente persa l'abitudine da più di sessant'anni mi è impossibile riprenderla ora».

### La conoscenza

Jean Baptiste Le Rond d'Alembert

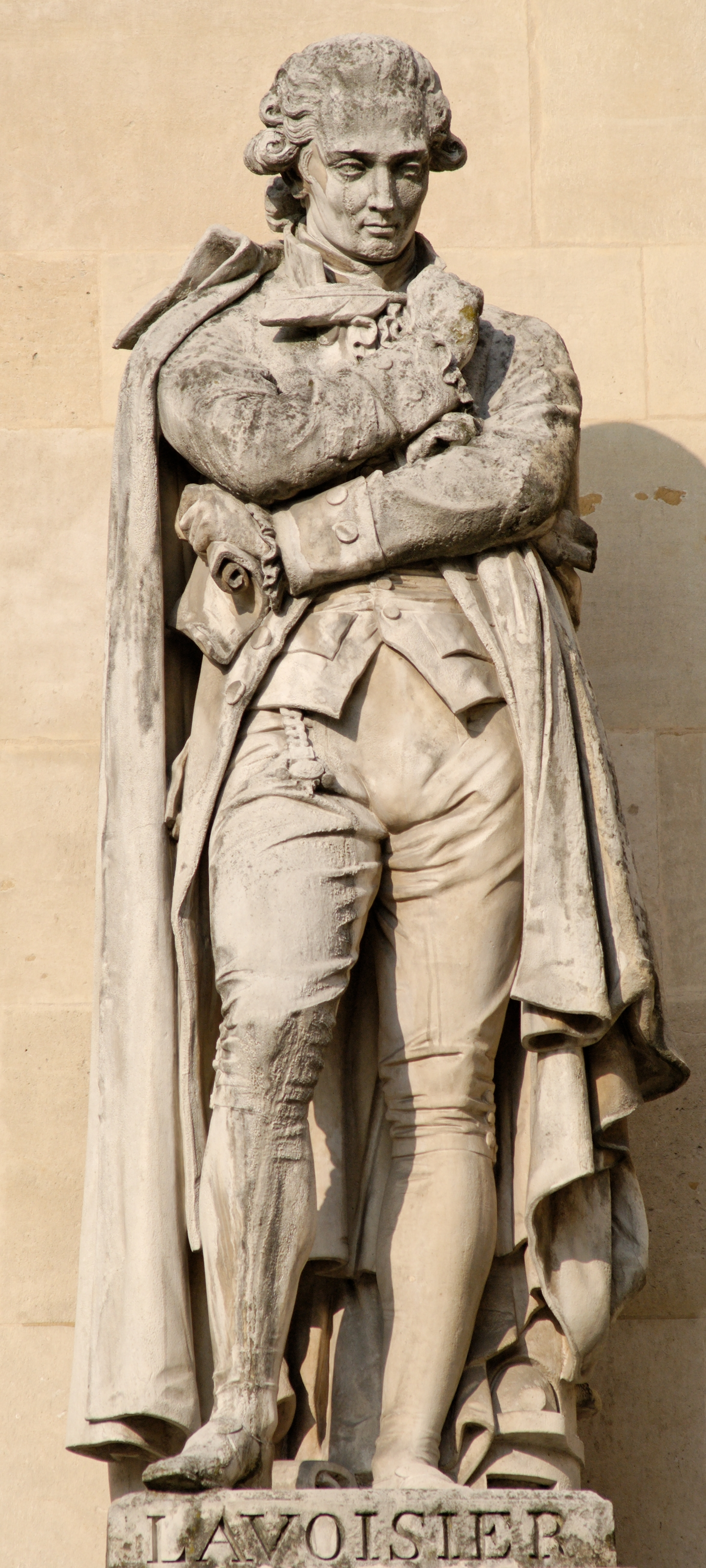
Lavoisier

La conoscenza fondata sulle potenzialità interiori della stessa ragione si svolge nel campo del finito e del limitato secondo l'insegnamento di Locke. Occorrerà fornire quindi la ragione di un metodo oggettivo rappresentato dall'analisi matematica che faccia affidamento più all'aritmetica che alla geometria poiché quest'ultima, come si è visto in Cartesio, può portare a elaborazioni metafisiche sganciate da ogni esperienza.
L'aritmetica, invece, è uno strumento di ricerca che deve necessariamente riferirsi all'esperienza, fonte di ogni contenuto concreto. La stessa aritmetica permette di trovare tra i fatti analizzati dei principi invariabili e una legge:
Il discorso iniziato da Galilei e concluso da Newton arriva dunque a compimento con l'illuminismo, che estende il metodo analitico dai fatti fisici a quelli sociali, etici e psichici; in breve, a tutta la realtà umana:
L'illuminista si dichiara nemico dell'esprit de système, di chiara matrice razionalistica, inteso come la pretesa di definire una volta per tutte la realtà partendo da principi fissi e determinati, com'era in Cartesio, ma adopera lo spirito sistematico iniziando dai fatti: un atteggiamento sistematico inteso come una ricerca razionale per la conoscenza dei fatti dopo averli analizzati rifiutando ogni impostazione aprioristica e arrivando alla definizione di leggi generali solo dopo l'accurato esame dei fatti stessi.

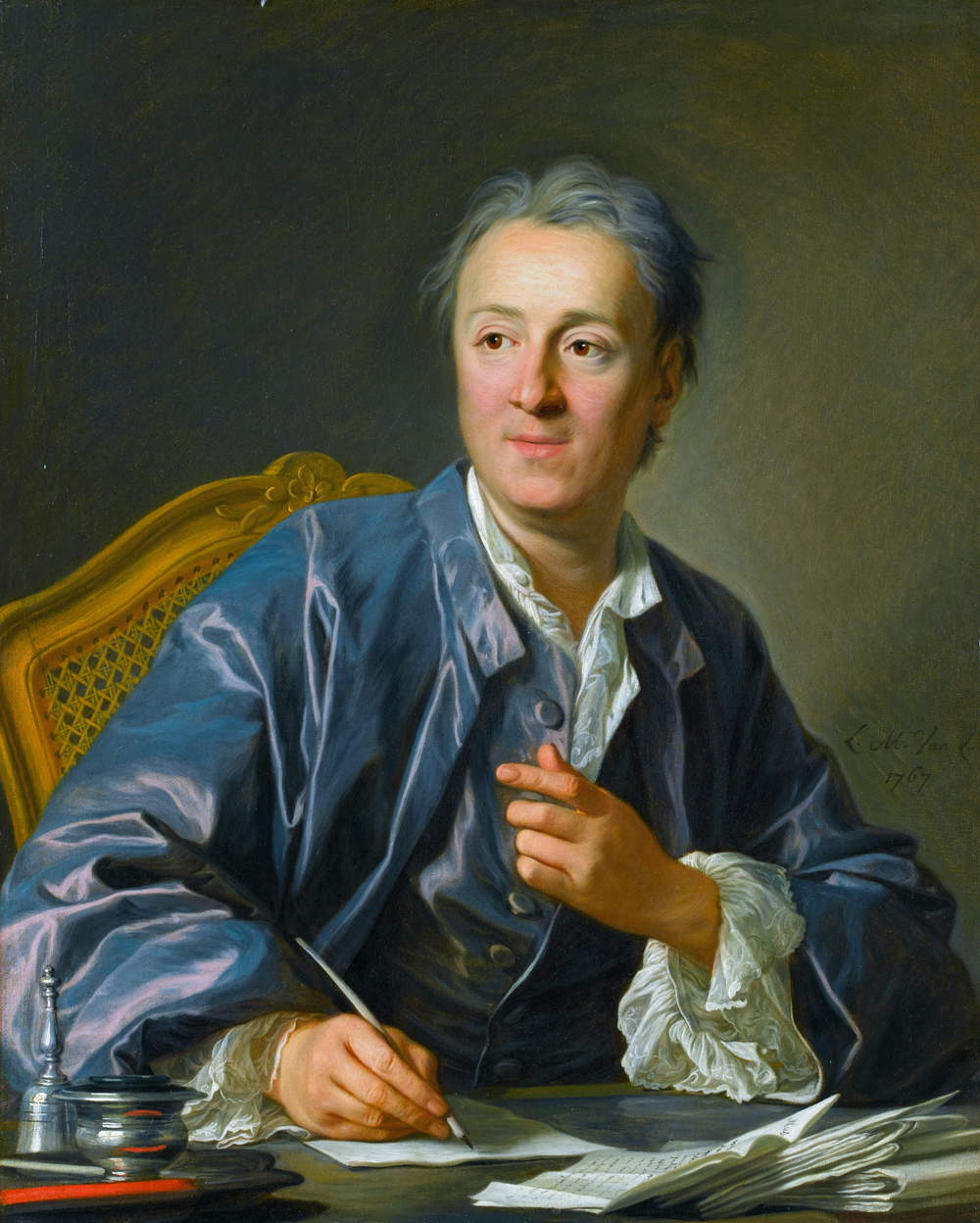
Denis Diderot

Il mondo è una macchina che ha un ordinamento di leggi al suo interno che esclude qualsiasi teoria finalistica:
Il rifiuto di ogni metafisica e la visione naturalistica della realtà non comportano per gli illuministi una concezione materialista, che anzi in genere essi rifiutano: «Voltaire non si sente l'animo di decidersi né per il materialismo né per lo spiritualismo. Egli ripete spesso:
Il materialismo infatti, secondo gli illuministi, non è altro che un falso travestimento della vecchia metafisica che vuole offrire la facile spiegazione onnicomprensiva e totale dell'universo. Se essi sostengono talora il materialismo lo fanno per ragioni politiche e morali, come polemica ed estrema protesta contro le imposizioni politiche e religiose del loro tempo. Solamente D'Holbach e La Mettrie sostengono in maniera convinta e scientifica la concezione materialistica.

### L'Encyclopédiee la diffusione del sapere

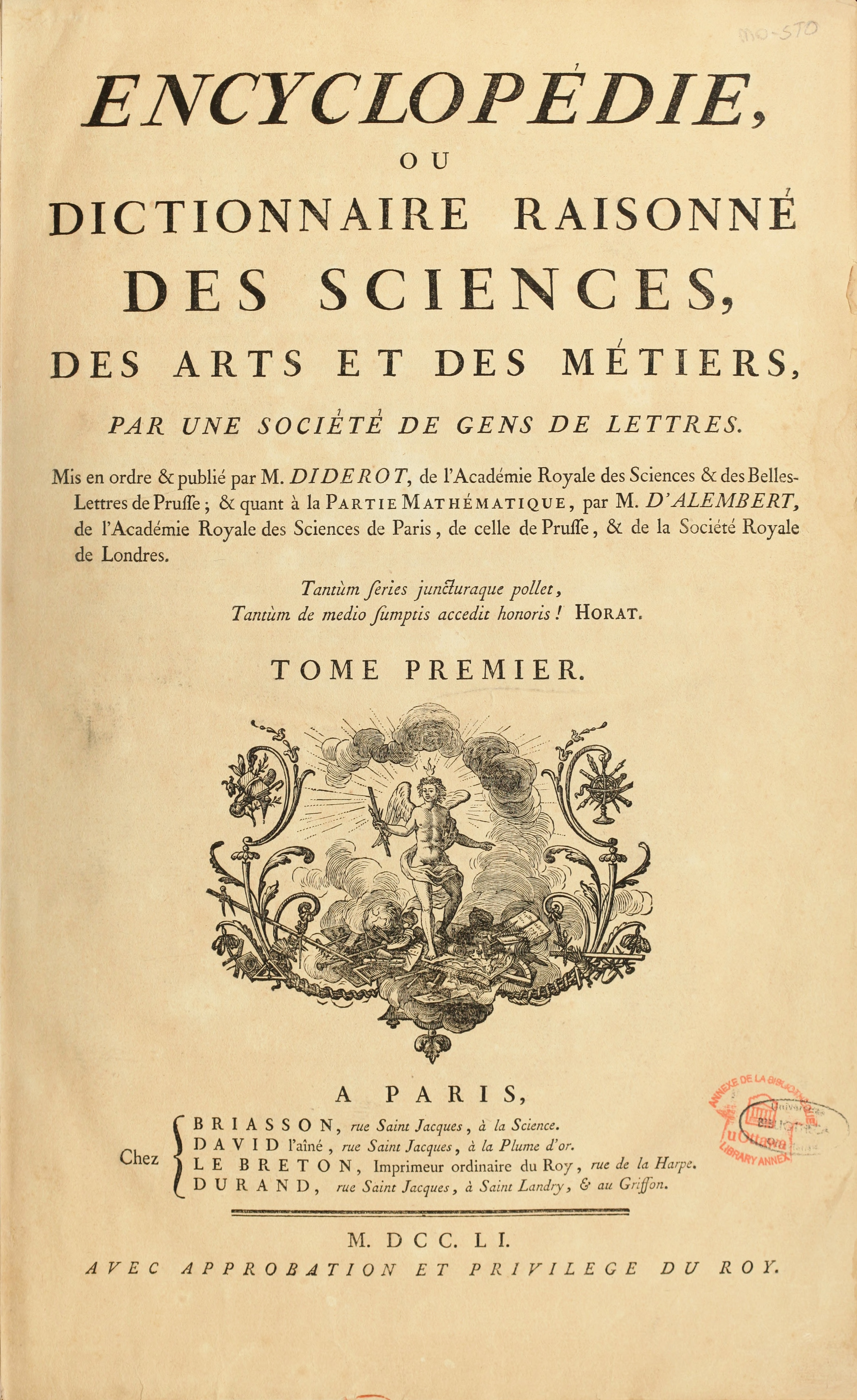
Frontespizio dell'Encyclopédie, la monumentale opera simbolo del nuovo sapere dell'Illuminismo

Emblema dell'illuminismo francese, assieme al pensiero di Voltaire, sarà la grandiosa opera dell'Enciclopedia o Dizionario ragionato delle scienze, delle arti e dei mestieri, che in 28 volumi, 11 tavole e 60 000 voci, pubblicati dal 1751 al 1772 da un consistente gruppo di intellettuali sotto la direzione di Diderot e D'Alembert, diffonderà i principi illuministici non solo in Francia ma, attraverso numerose traduzioni, in tutta Europa.
L'opera si presenta come arditamente innovativa rispetto ai vecchi dizionari enciclopedici: essa vuole essere «un quadro generale degli sforzi dello spirito umano in tutti i generi e in tutti i secoli.»
Oltre ad essere un'opera di informazione, l'Enciclopedia era quindi anche un'opera di propaganda, tramite la quale i suoi autori si proponevano di convincere il vasto pubblico della validità delle idee illuministe.
D'Alembert fu costretto a ritirarsi dalla direzione dell'opera nel 1759, in seguito al divieto di pubblicazione del Consiglio di Stato. Diderot continuerà la preparazione clandestina di altri volumi.
La pubblicazione dell'Encyclopédie incontrò infatti diversi ostacoli e resistenze da parte dell'aristocrazia intellettuale di corte, vicina alla Sorbona, e da parte della Chiesa cattolica: il governo francese ne bloccò per due volte la stampa e gli ultimi due volumi dovettero uscire clandestinamente. Ciò nonostante l'Enciclopedia fu interamente pubblicata negli anni fra il 1751 e il 1772, e ottenne un grande successo sia in Francia che nel resto d'Europa, dove il francese era ormai divenuto la lingua delle persone colte.
L'Enciclopedia si propone di eliminare dal sapere sino allora acquisito ogni connotazione non provata razionalmente e quindi ordinare con un criterio alfabetico le nostre conoscenze: questo compito
I criteri di compilazione risponderanno a questi punti principali: il metodo analitico per la filosofia sulla base dell'empirismo lockiano e il metodo della fisica newtoniana sulla base del pensiero baconiano da cui D'Alembert, riprendendone la tripartizione di memoria, ragione e immaginazione, vi fa corrispondere storia, filosofia e arte.
Gli articoli dell'Enciclopedia trattano i più svariati argomenti con un tono ora rivoluzionario ora apparentemente ingenuo: si parla di tolleranza, di guerra, di progresso, di privilegi ma anche di calze, di cinesi...
Emergono dall'opera anche le nuove concezioni dell'economia con la glorificazione della macchina, del nuovo sistema industriale e le nuove teorie fisiocratiche che fondano la ricchezza di una nazione su i beni e i prodotti naturali cioè sull'agricoltura.

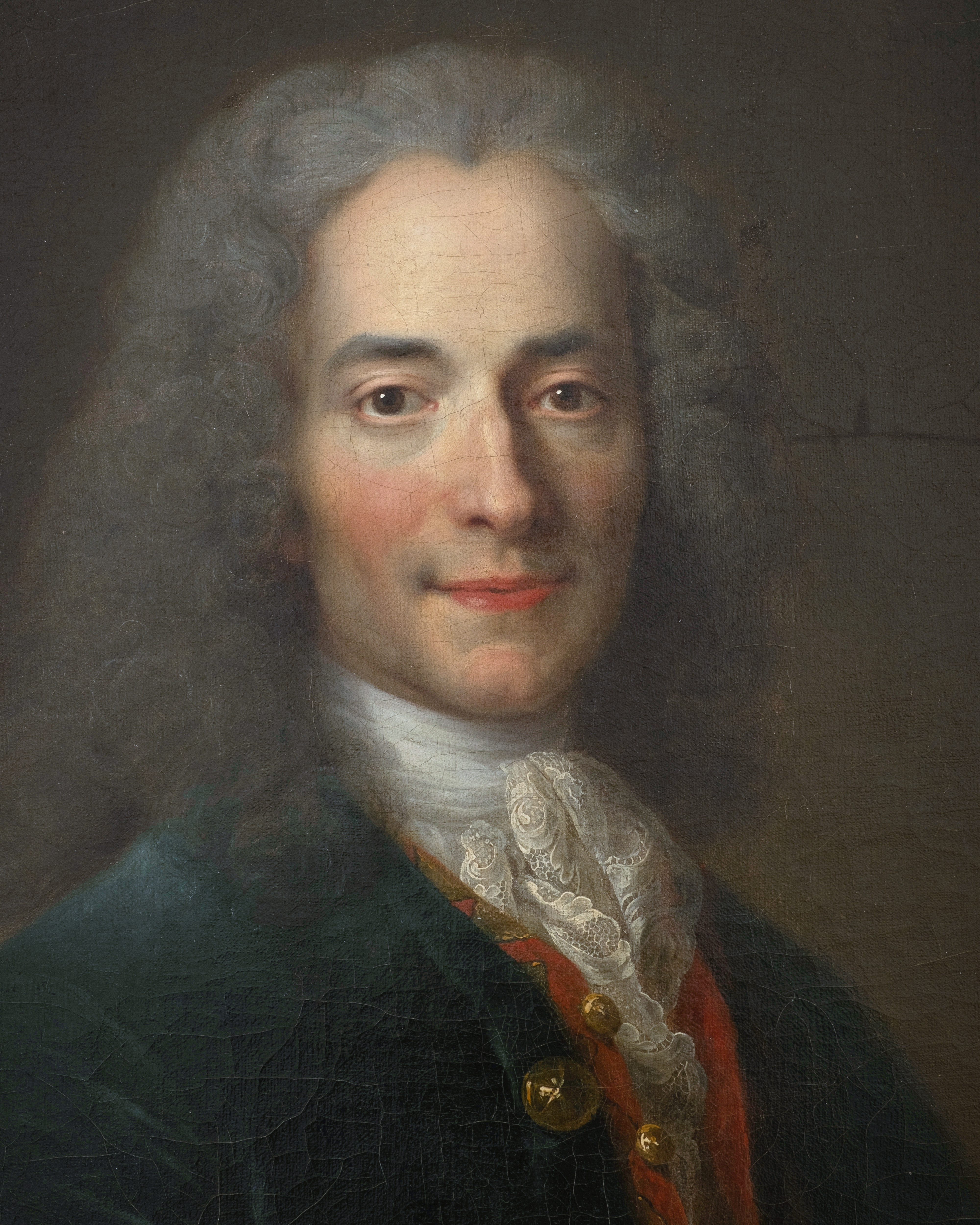
Voltaire

Come banditore del nuovo sapere si affianca all'Enciclopedia l'opera di Voltaire, che inizia la sua carriera letteraria come drammaturgo, poeta e autore di pamphlet (opuscoli satirici e polemici), saggi, satire e racconti brevi nei quali divulga la scienza e la filosofia della sua epoca. Il filosofo intrattiene inoltre una voluminosa corrispondenza con scrittori e sovrani europei.
Egli riprende tutti i temi tipici dell'illuminismo difendendoli con uno spirito caustico che non risparmia filosofi, clero e sovrani ma che non gli pone remore nell'accettare l'incarico di consigliere di Federico II di Prussia.
Voltaire crede nel progresso annunciato dall'illuminismo ma non è disposto a farne un dogma: «un giorno tutto andrà meglio, ecco la nostra speranza; ogni cosa va bene, ecco la nostra illusione»; critica il pessimismo ma beffeggia l'ingenuo ottimismo razionalistico di Leibniz
Al fondo del pensiero di Voltaire vi è la concezione dell'uomo ormai padrone della natura e facitore di un mondo né ottimisticamente esaltato né pessimisticamente condannato come il peggiore dei mondi possibili: occorre «lasciare andare il mondo come va, perché, se tutto non è bene, tutto è passabile».

### La concezione della storia

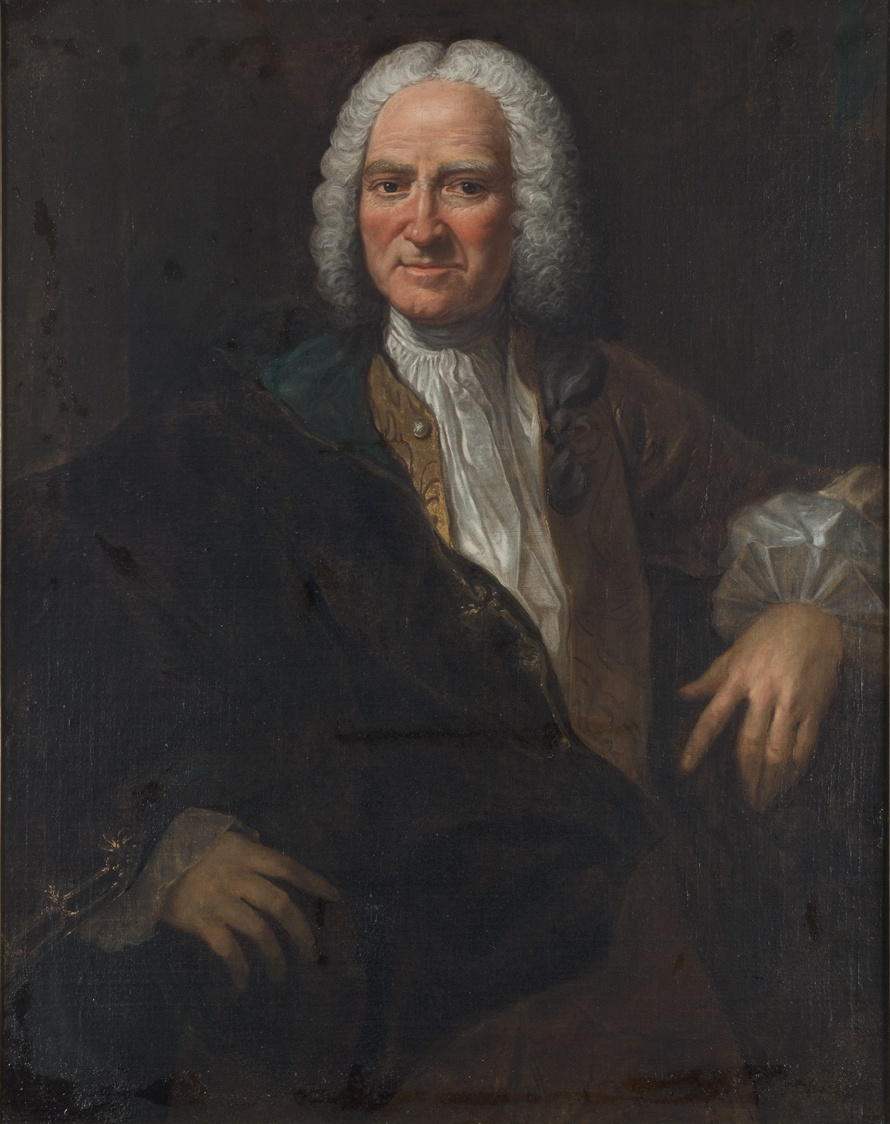
Il barone Paul Henri Thiry d'Holbach

Attraverso l'esame critico della storia, l'illuminista può riconoscere la continuità dell'opera della ragione e denunciare gli errori e le contraffazioni con cui erano state tramandate sino ad allora le vicende umane allo scopo di mantenere gli uomini nella superstizione e nell'ignoranza. Nella storia così come sinora veniva presentata
Pierre Bayle per primo si dedicherà nel suo Dizionario storico e critico (1697) alla compilazione di una «raccolta degli errori e delle falsità» da cui deve essere epurata la storia come fino ad allora è stata presentata. Egli è un minuzioso e preciso raccoglitore di fatti attestati da documenti e testimonianze così numerose che Ernst Cassirer (1874–1945) lo considera il fondatore dell'acribia storica.
Il criterio sommo dunque della ricerca, per lo storico neutrale, è quello di scoprire come vera storia quella che segna la vittoria della ragione sull'ignoranza e per questo dall'illuminismo viene condannato in blocco il medioevo come età di fanatismo e oscurantismo religioso mettendo da parte gli aspetti positivamente culturali di quel periodo.

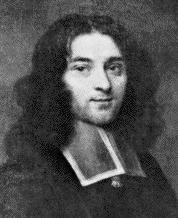
Pierre Bayle

La mutevolezza degli avvenimenti storici è solo apparente: al di là di queste differenze l'illuminista coglie il lento ma costante emergere sulla superstizione e l'errore l'elemento immutabile della ragione:
Per Lessing la storia come ricerca della verità comincia solo con l'Illuminismo; tutto ciò che l'ha preceduta è una sorta di "pre-istoria".
Sarà il romanticismo a rilevare nella concezione illuminista della storia la mancanza di una visione unitaria e concreta, che originava dall'astrattezza del concetto astorico di ragione, identificato con la pura e semplice naturalità. Gli illuministi, cioè, non colgono l'interdipendenza tra l'uso della ragione che opera nella storia e le vicende economiche, sociali e culturali che realmente si sviluppano nella storia; essi riportano ogni differenza o sviluppo nella storia all'opposizione ragione-ignoranza.

## Politica

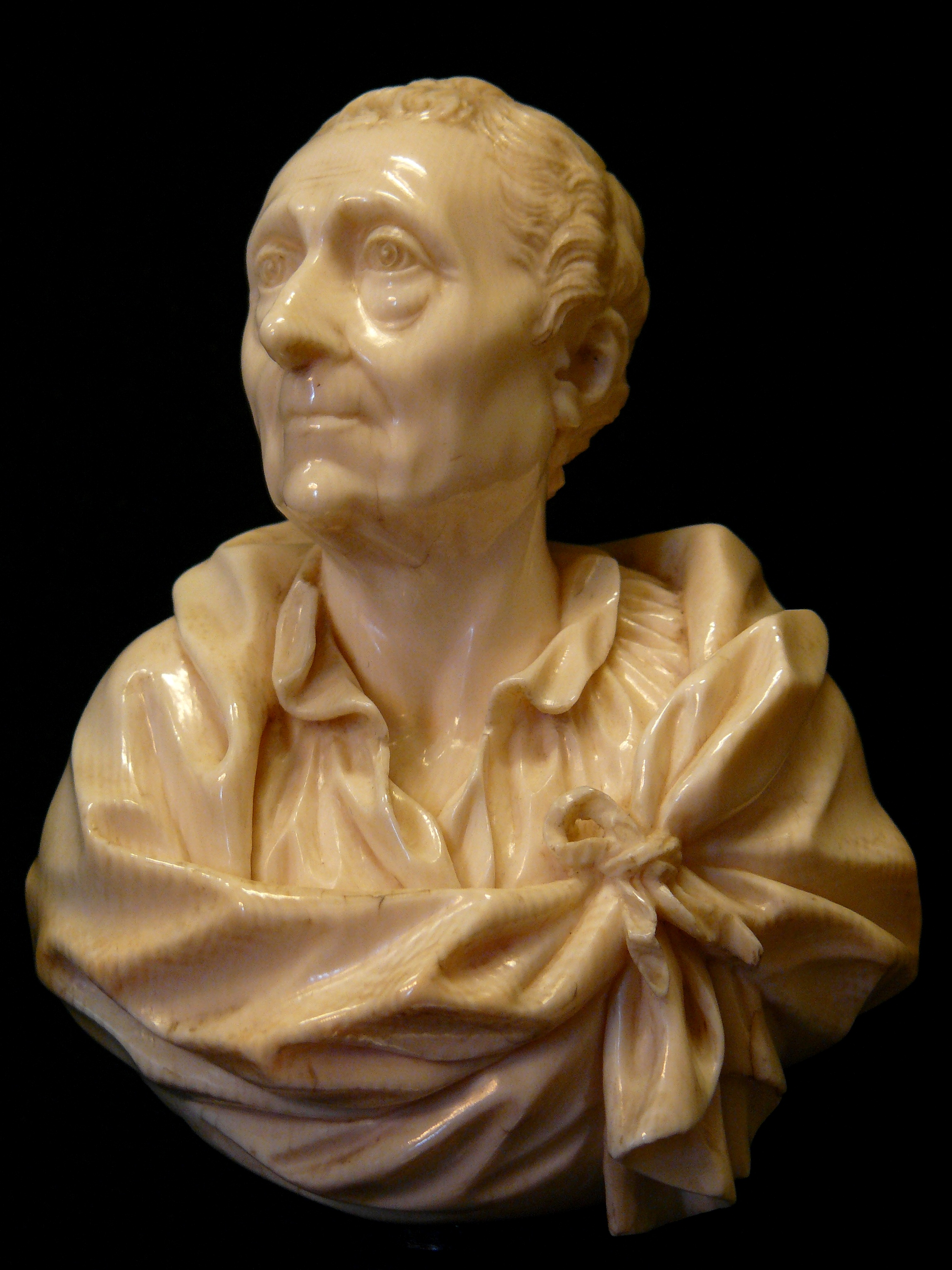
Busto di Montesquieu

Da questa visione della storia dove prevale la ragione naturale universale ed eterna emergono i temi politici della tolleranza, uguaglianza e libertà, intesi come valori politici naturali ed universali.
Ma l'uguaglianza per gli illuministi non comporta uguaglianza sociale o politica: l'essenziale è che il sovrano rispetti i diritti naturali: è trascurabile che egli sia un sovrano assoluto. È vero che ogni uomo per natura è uguale agli altri, ma questo non comporta la parità tra i cittadini:
Così anche per il concetto della tolleranza l'illuminismo risente dei suoi limiti storici quando lo collega all'idea di emulazione e ai principi economici della libertà di scambio e della libera concorrenza:
La libertà e l'uguaglianza sono riconosciute per gli illuministi solo a coloro che sanno "bene usare" della ragione, e se "per natura" ne sono incapaci è giusto che nella vita civile essi siano sottoposti a chi sa ben governare: il "popolo", che ha dimostrato di fare cattivo uso della ragione non conseguendo la proprietà privata, va rispettato nella sua umanità ma va guidato dall'alto:

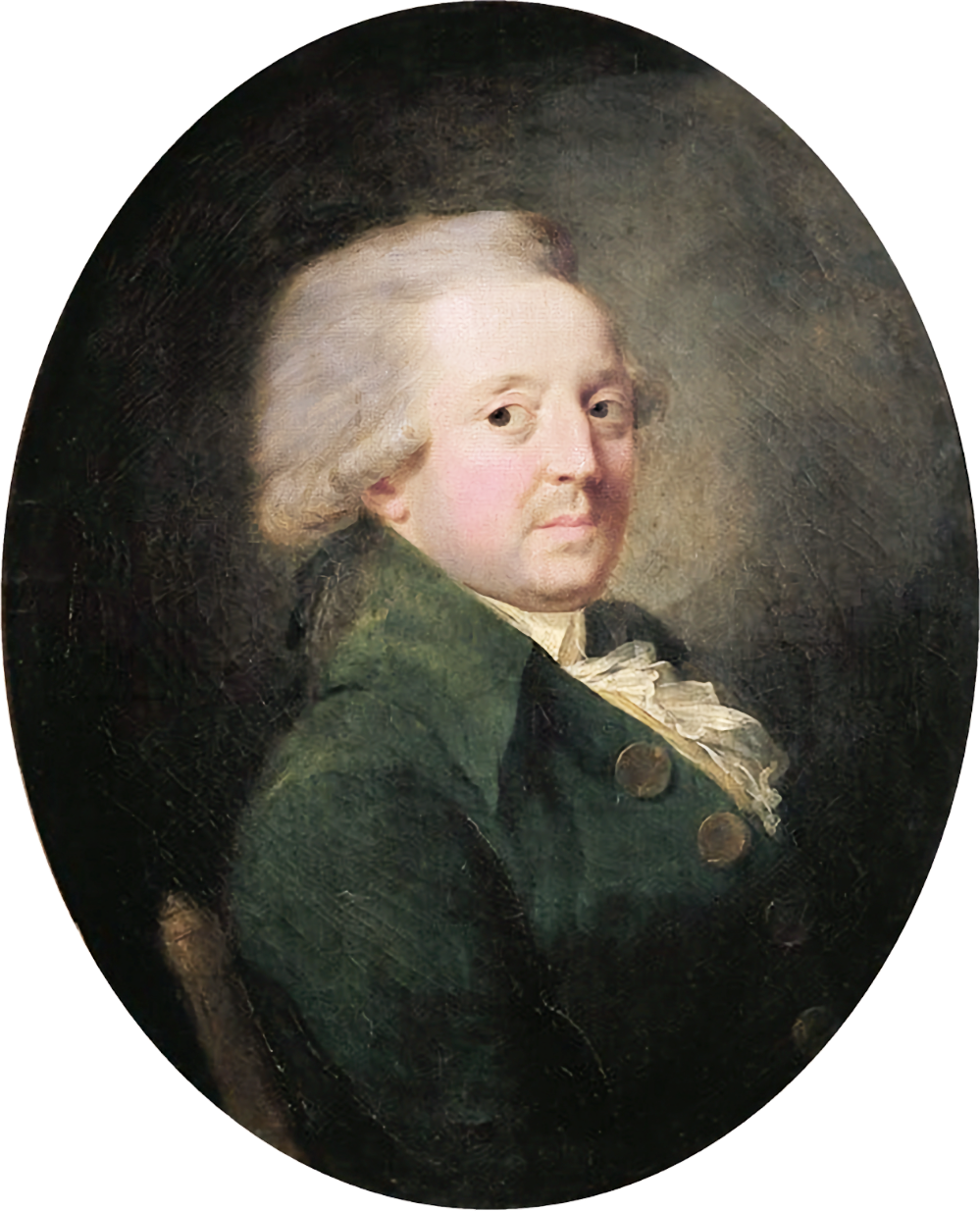
Jean-Antoine Caritat, marchese di Condorcet

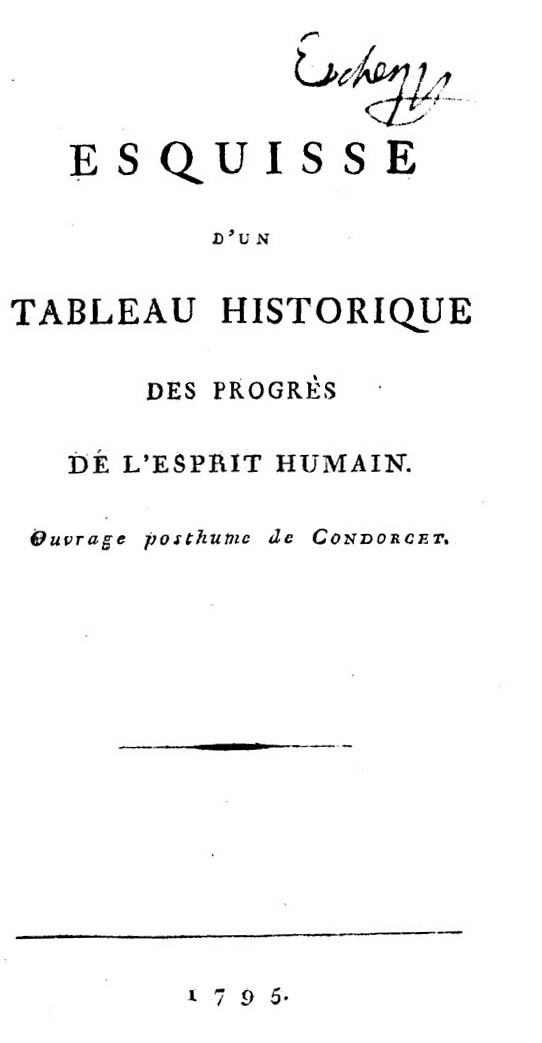
L'opera più famosa di Nicolas de Condorcet, Esquisse d'un tableau historique des progres de l'esprit humain, 1795. Con essa è in genere considerato concluso lo sviluppo dell'Illuminismo.

La semplice ragione non fa tutti uguali allo stesso modo: «è la proprietà che fa il cittadino»
Le simpatie politiche degli illuministi sono rivolte alla monarchia costituzionale, che per il suo carattere moderato dà garanzia di ordine e di pace favorendo l'uguaglianza, oppure sono disposti a concedere fiducia anche al dispotismo illuminato:
La Natura e la ragione uguale per tutti rendono gli uomini fratelli al di là di ogni differenza etnica o nazionale. La fratellanza si traduce nell'ideale politico del cosmopolitismo.
Quando però la parola cosmopolite fu immessa nel 1762 nel vocabolario dell'Accademia francese se ne dava una connotazione negativa:
Il giudizio sul cosmopolitismo mutò radicalmente dopo gli avvenimenti della Rivoluzione francese e nell'edizione del vocabolario del 1798 appare scritto a proposito del termine cosmopolite:
Al di là dei limiti storici, queste idee di libertà, uguaglianza, tolleranza per merito degli illuministi divennero patrimonio comune della cultura della Francia che cercò di esprimerli nella Rivoluzione e poi di esportarle nel resto d'Europa.
Collegata alla visione illuministica della storia e alla fiducia nella ragione è l'idea fondamentale che il progresso dell'uomo, senza sottovalutare gli ostacoli posti dai diversi costumi e tradizioni, sia inarrestabile.

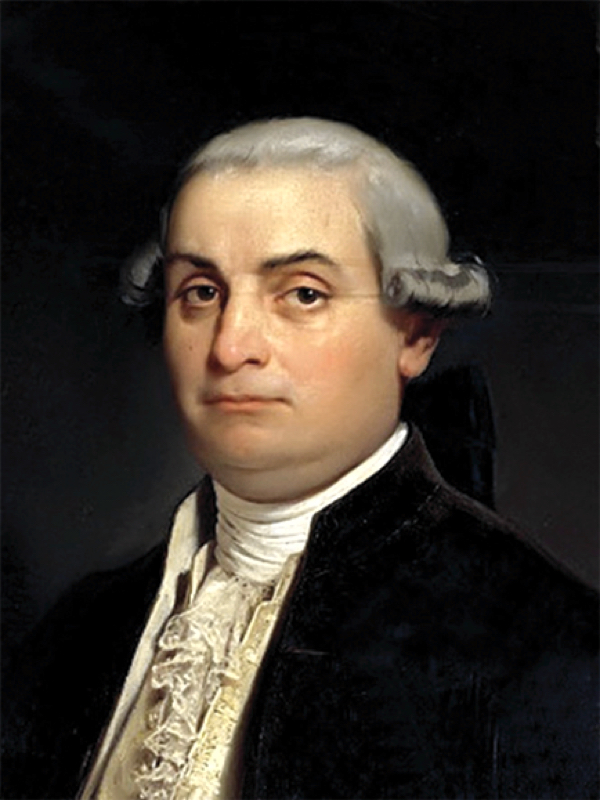
Cesare Beccaria

Gli illuministi, inoltre, criticarono pesantemente l'uso della tortura e della pena di morte portando a radicali riforme giudiziarie come quelle di Maria Teresa d'Austria e di Pietro Leopoldo. La principale opera in questo senso è il libro Dei delitti e delle pene di Cesare Beccaria, molto ammirato da Voltaire e Diderot.
L'impegno riformistico e la tensione volontaristica a mutare i rapporti sociali sono caratteristiche comuni ai politici dell'Illuminismo che accantonarono la trattazione dei problemi politici in chiave di ragion di Stato e di prudenza o arte di governo.

## Religione e morale

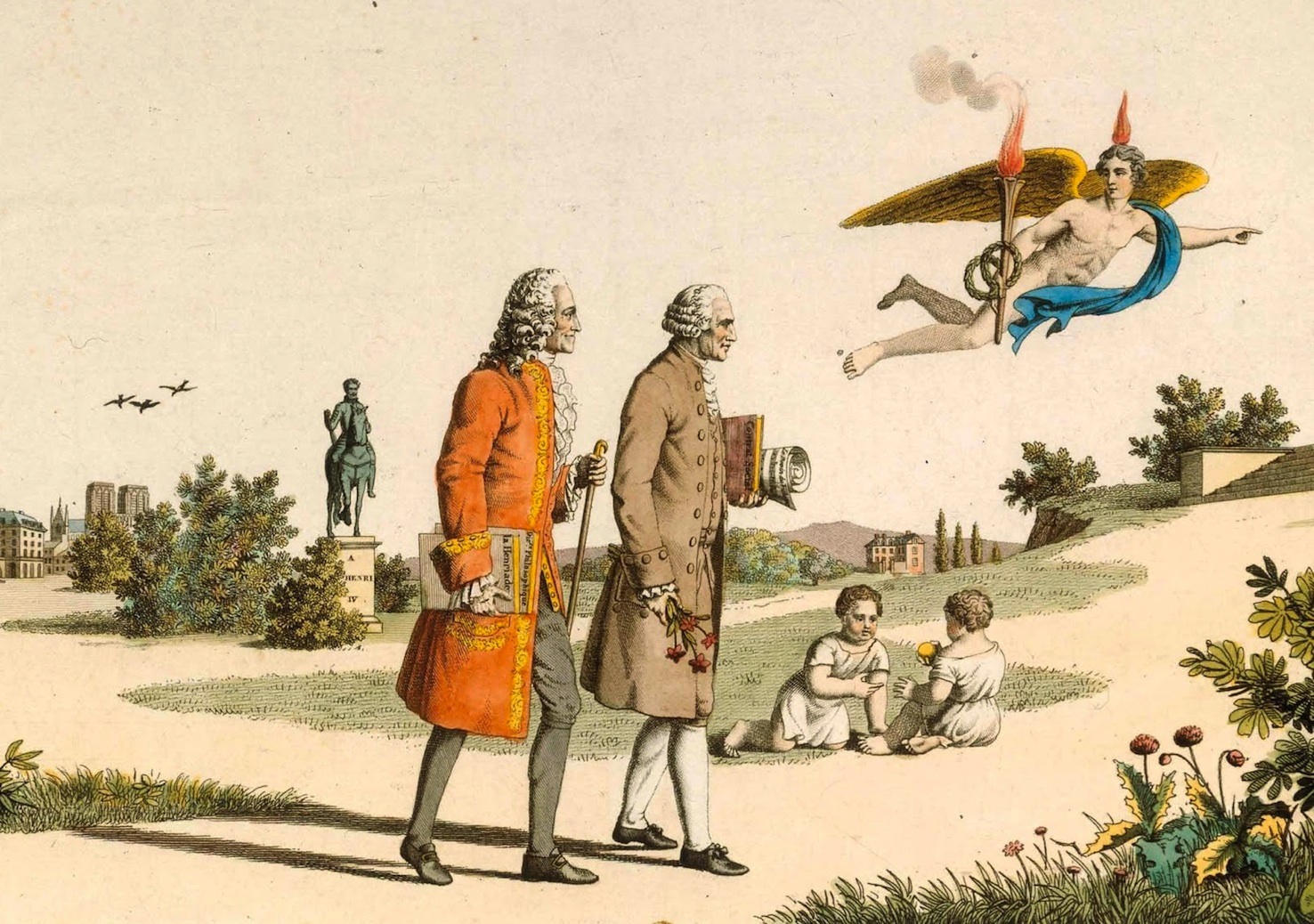
Stampa francese del 1794: Voltaire e Rousseau sono guidati dal Genio della Ragione verso la gloria e l'immortalità; i due grandi rivali sono mostrati fianco a fianco. Voltaire tiene in mano il Dizionario filosofico e l'Enriade, Rousseau Il contratto sociale; sullo sfondo si vedono la città di Parigi e una statua equestre di Enrico IV, che emise l'editto di Nantes sulla tolleranza religiosa

Tipico del pensiero illuminista è il rifiuto di ogni religione rivelata e in particolare del Cristianesimo, ritenuto origine degli errori e della superstizione. Da qui la scelta del deismo come religione naturale e l'identificazione della religione con la morale.
Non considerando le posizioni materialistiche ed atee, come quelle dell'ultima fase del pensiero di Diderot, il deismo si ritrova nella maggior parte dei pensatori illuministi i quali, attraverso argomentazioni scientifiche, cercano di dimostrare l'esistenza di un Dio all'origine dell'universo. La meravigliosa macchina del cosmo fa infatti pensare che debba esserci come causa efficiente, non causa finale, un "eterno geometra":
Un Dio quindi che non interverrà più nella creazione dell'universo che egli «lascia andare come va» e che non interferisce nella storia dell'uomo che alla fine non sarà né condannato né premiato per le sue azioni.
La guida dell'uomo nella sua condotta morale diviene una religiosità laica, trasformazione della religione in morale naturale i cui precetti sono uguali per tutti gli uomini:
Tra i doveri naturali va annoverato il nuovo concetto rivoluzionario di tolleranza che viene spesso riferito alla vita economica applicando il concetto illuministico della ragione operativa, nel senso di giudicare la razionalità dai suoi risultati pratici:
Questo metodo di giudizio riguarda anche la morale: per gli illuministi è moralmente buono solo ciò che rende possibile il conseguimento dell'utile sociale.
Lo stesso valore di tolleranza non esclude che si possa professare la fede in una religione rivelata: questo però sarà consentito solo nell'ambito della morale privata e non in quello della morale pubblica:

### La soppressione della Compagnia di Gesù
(Voltaire)
L'atteggiamento dell'Illuminismo nei confronti della religione cristiana e dei suoi rapporti col potere civile non furono uguali dappertutto: se in Inghilterra i problemi legati alla lotta contro l'assolutismo monarchico si erano già in parte risolti, seppure faticosamente, con l'editto di tolleranza del 1689, che poneva fine ufficialmente alle persecuzioni religiose e relegava la fede all'ambito soggettivo-individuale, nell'Europa continentale l'illuminismo «mantenne una dura avversione per la Chiesa Cattolica»: «gli Stati cominciarono ad assumere un atteggiamento indipendente; si liberarono da ogni rispetto per la politica del Papato; rivendicarono per i loro affari interni, un'autonomia che concedeva alla curia un'influenza sempre minore, anche nelle questioni ecclesiastiche»
I gesuiti, intransigenti difensori del primato papale, sulla spinta dei conflitti crescenti tra chiesa e stato, nonché di un'opinione pubblica che ne chiedeva l'annientamento, vennero espulsi da quasi tutti i paesi europei: «Cominciò nel 1759 il Portogallo seguito dalla Francia (1762), dalla Spagna (1769), da Napoli e da Parma signoreggiate da principi borbonici. Non fu estranea a questa misura, per quanto riguarda le colonie spagnole e portoghesi, l'avversione dei coloni per le reducciones de indios, i villaggi costruiti dai gesuiti per raccogliervi gli indigeni e salvarli dallo sfruttamento degli encomenderos.»
Il papa Clemente XIV nel 1773 con il breve Dominus ac Redemptor risolse di sopprimere la Compagnia di Gesù.
«I beni dell'ordine furono incamerati e destinati, in gran parte, alla creazione di opere pubbliche gestite dallo Stato, che presero il posto delle scuole gestite dai Gesuiti.». La compagnia tuttavia non scomparve del tutto in Europa, in quanto in Russia, Caterina la Grande, pur essendo molto sensibile allo spirito illuminista, rifiutò la delibazione papale e mantenne vivo l'ordine.

### Le controversie con la Chiesa cattolica

#### L'Inquisizione
Fu inoltre a seguito all'apertura del dibattito sulla religione e del suo ruolo nella società, che trovava un confronto con i pensatori giansenisti dell'epoca, che vennero scritti saggi critici sull'Inquisizione, come la Storia generale dell'Inquisizione, di Pietro Tamburini.
L'Inquisizione venne descritta come il luogo per eccellenza nel quale, tramite ripetuti crimini e torture, si esprimeva l'autentica ortodossia cattolica, spesso peraltro resa un tutt'uno con quella protestante.

Voltaire nel suo Dizionario filosofico introduce la voce "Inquisizione" scrivendo: 
e, dopo una disamina della storia dell'inquisizione, termina commentando le procedure del tribunale dell'inquisizione:
Secondo due storici revisionisti Edward Peters (1988) e Henry Kamen (1997) queste analisi avrebbero operato uno stravolgimento dei dati storici sull'Inquisizione, distorsione che chiamano leggenda nera dell'Inquisizione o del "secolo dell'intolleranza". Questa stortura storica sarebbe stata opera di ambienti protestanti e, a seguire, illuministi, a partire almeno dal XVI secolo, con l'obiettivo di screditare l'immagine sia della Chiesa cattolica, sia dell'Impero spagnolo.

## Letteratura critica
Nell'Ottocento l'illuminismo fu giudicato come un movimento di pensiero che aveva rivoluzionato il mondo: Hegel e Marx, pur avanzando critiche, considerano il pensiero illuminista come una conquista definitiva dell'umanità.
Hegel contesta però all'illuminismo il fatto di non aver colto il vero senso della Storia dove veniva fatta agire una ragione astratta e non la realtà dello Spirito assoluto.
Marx esalta l'illuminismo per la sua critica alla religione ma evidenzia i limiti di questo movimento culturale legati alla classe borghese che l'ha espresso: esso infatti non ha colto i fondamenti economici della situazione storica da cui si è originato.
Accese critiche vengono rivolte all'Illuminismo nel periodo della Restaurazione da autori come De Bonald e De Maistre che negano che l'essenza dell'uomo sia la ragione: vale invece per determinare l'uomo una conoscenza religiosa. Infatti la critica individualistica della ragione che pretende di capire la realtà sulla base di principi immanenti non è altro che l'eterna presunzione dell'umanità: peccato di orgoglio che Dio può punire come ha fatto con il periodo del Terrore in Francia.
Lo storicismo tedesco giudica positivamente la concezione illuminista della storia e così anche l'illuminismo in genere come «una nuova visione del mondo».
Nel '900 Croce riprende l'interpretazione hegeliana dell'Illuminismo riconsiderandola nell'ambito del neoidealismo italiano mentre la scuola di Francoforte con Max Horkheimer, risentendo della tragica esperienza della seconda guerra mondiale, ritiene che la portata rivoluzionaria dell'illuminismo sia fallita nel momento in cui l'uomo, che aveva imparato a padroneggiare il mondo con la sua ragione, ne sia stato poi dominato nel senso che la ragione soggettiva operava ormai senza chiedersi a quali fini si indirizzava limitandosi a trovare solo i mezzi più adatti per soddisfare quegli obiettivi che la società nel suo complesso aveva già indicato.
Sulla linea dell'interpretazione marxista Lucien Goldmann rileva i limiti della concezione illuminista della storia ma esalta la funzione critica della ragione alla quale occorre rifarsi per una critica rivoluzionaria della società contemporanea.
La scuola neo-kantiana di Marburgo evidenzia la positività della filosofia illuminista della conoscenza che scopre lo strumento del tutto nuovo della funzione critica della ragione nell'interpretazione dell'esperienza.
Paul Hazard mette in luce nelle sue opere, attraverso l'esame di diversi aspetti, da quello filosofico a quello letterario e culturale, il grande merito dell'illuminismo nell'aver messo in crisi il vecchio mondo; d'altra parte sono da ascrivere all'illuminismo le contraddizioni, ereditate dall'età successiva, insite nei concetti di natura e di progresso.
Un aspetto particolare dell'illuminismo è trattato da Reinhart Koselleck che descrive la nascita di questo movimento nell'ambito della situazione politica europea con una speciale attenzione alla Massoneria.
Nell'ambito della letteratura critica cattolica sull'Illuminismo, sviluppatasi nella seconda metà del secolo XX, si sostiene come l'Illuminismo fosse caratterizzato dall'esaltazione di idee e principi (quali l'uguaglianza, la libertà, la fraternità) che sarebbero già stati storicamente proposti in Europa dal Cristianesimo e successivamente ripresi dagli illuministi e ripresentati avulsi dalla loro origine religiosa, se non addirittura in funzione anticristiana.
Joseph Ratzinger, futuro pontefice della Chiesa cattolica, scrive in proposito:
Non ha individuato i suoi precursori in primo luogo nelle altre religioni, ma in quell'Illuminismo filosofico che ha sgombrato la strada dalle tradizioni per volgersi alla ricerca della verità e verso il bene.... In quanto religione dei perseguitati, in quanto religione universale, al di là dei diversi Stati e popoli, ha negato allo Stato il diritto di considerare la religione come una parte dell'ordinamento statale, postulando così la libertà della fede.
Ha sempre definito gli uomini,... creature di Dio e immagine di Dio, proclamandone in termini di principio,... la stessa dignità.

In questo senso l'Illuminismo è di origine cristiana ed è nato non a caso proprio ed esclusivamente nell'ambito della fede cristiana. Laddove il cristianesimo, contro la sua natura, era purtroppo diventato tradizione e religione di Stato.
[...] È stato ed è merito dell'Illuminismo aver riproposto questi valori originali del cristianesimo e aver ridato alla ragione la sua propria voce.»
Secondo lo storico cattolico del Medioevo Franco Cardini:
La visione della Chiesa e della stessa storia del cristianesimo in generale presentate dagli illuministi come un'epoca buia e irta di superstizioni sono state variamente contestate dalla letteratura critica d'ispirazione religiosa.
Si è anche sostenuto, in particolare da parte del filosofo Friedrich von Hayek, che diversi furono gli aspetti e le eredità dell'Illuminismo, e cioè che andrebbero distinte delle forme di Illuminismo autenticamente laiche e liberali, ispirate alla scuola anglo-sassone e kantiana, e altre invece di stampo totalitario e giacobino, di ascendenza francese.
Quale sia oggi l'eredità dell'illuminismo percepibile nella società del XXI secolo è il tema trattato da Eugenio Scalfari nell'opera Attualità dell'illuminismo (ed. Laterza, 2001), una raccolta di tredici interventi tra i quali quelli di Umberto Eco, Umberto Galimberti, Norberto Bobbio, Lucio Villari e Gianni Vattimo che si possono riassumere nella considerazione che «l'illuminismo in quanto "sistema culturale" ha prodotto una cesura nella storia dell'Occidente cristiano, un taglio netto che ha determinato epocali cambiamenti materiali e di mentalità...ma esso ha anche evocato spettri e alimentato illusioni, suscitato conflitti e inasprito contrasti, non da ultimo proprio perché con l'affermazione dell'illuminismo si è imposto definitivamente il processo di secolarizzazione sociopolitica e di laicizzazione culturale della società europea»
Nell'età contemporanea valgono quindi ancora
Nella seconda metà del XX secolo, a livello accademico, in Italia si è assistito allo sviluppo di una corrente filosofica denominata "neo-illuminismo", i cui massimi rappresentanti furono Nicola Abbagnano e Ludovico Geymonat.

## Eredità
Contrastando l'oscurantismo, il fanatismo, il dogmatismo e la superstizione l'Illuminismo ha beneficiato l'umanità in vari ambiti: la politica, l'economia, il diritto, la scienza, la cultura e l'arte. I lasciti più importanti furono:
- La diffusione di valori universali come la ragione, la libertà, l'uguaglianza, la pace e il progresso, che hanno contribuito a trasformare la società e a preparare le basi per le rivoluzioni liberali e democratiche del secolo successivo;
- La diffusione di un umanesimo secolare e civico che ha valorizzato l'essere umano come soggetto autonomo e creativo capace di esprimersi nelle arti, nelle lettere e nelle scienze e ha sottolineato il ruolo sociale dell'individuo, come cittadino responsabile e partecipe della vita politica;
- Lo sviluppo di una mentalità critica e razionale, che ha promosso lo sviluppo della scienza e della ragione come strumenti per comprendere il mondo e la natura umana;
- Lo sviluppo di una nuova visione del mondo, basata sul metodo scientifico e sull'osservazione empirica, che ha portato a scoperte e invenzioni rivoluzionarie in vari campi del sapere, come la fisica, la chimica, la medicina e la tecnologia;
- La diffusione di una cultura laica, che ha messo in discussione l'autorità della Chiesa e dei sovrani assoluti, promuovendo l'istruzione pubblica, il riformismo, la stampa e l'opinione pubblica;
- La promozione di una tolleranza religiosa e di una libertà di pensiero e di espressione, che hanno contrastato il dogmatismo e l'intolleranza delle chiese cristiane e delle monarchie assolute;
- La nascita di una nuova forma di governo, come la democrazia rappresentativa e la formazione di nuovo pensiero politico come il repubblicanesimo moderno, il liberalismo classico e il costituzionalismo, che hanno garantito i diritti e le libertà dei cittadini, limitando il potere dei governanti;
- Lo sviluppo della scienza economica come disciplina autonoma e razionale, basata sull'osservazione dei fatti e sull'analisi delle cause ed effetti. Gli illuministi introdussero concetti come la domanda e l'offerta, il valore d'uso e il valore di scambio, il reddito nazionale, la creazione della ricchezza e il libero mercato. Tra i maggiori esponenti di questa corrente possiamo ricordare Adam Smith, considerato il padre della moderna economia politica;
- Importanti innovazioni nel campo del diritto penale e della riforma carceraria. Tra i maggiori rappresentanti di questa corrente si può ricordare Cesare Beccaria, che nella sua opera Dei delitti e delle pene denuncia le ingiustizie e le crudeltà del sistema penale dell'epoca, basato sulla tortura, sulla pena di morte e sull'arbitrarietà dei giudici;
- L'innovazione artistica e letteraria, che ha portato a nuovi generi e stili, come il romanzo moderno, il dramma borghese, la musica classica, il neoclassicismo e il rococò.

L'Illuminismo ha quindi contribuito a trasformare la società europea e a influenzare la cultura mondiale, aprendo la strada all'età moderna e contemporanea.